# Miloš Balandžić
Miloš Balandžić est un joueur serbe de volley-ball né le 1er avril 1990. Il mesure 1,89 m et joue passeur.

## Clubs
| Club             | Pays   | De        | À         |
| ---------------- | ------ | --------- | --------- |
| Beauvais OUC     | France | 2008-2009 | 2008-2009 |
| Paris Volley     | France | 2009-2010 | 2011-2012 |
| Saint-Brieuc CVB | France | 2012-2013 | 2013-2014 |
| CAJVB Conflans   | France | 2014-2015 | 2019-2020 |